# IC 1296
IC 1296 — крайне тусклая спиральная галактика типа SBbc в созвездии Лиры. Оценочное расстояние до галактики около 238 миллионов световых лет.
IC 1296 находится всего в 4 угловых минутах от знаменитой туманности Кольцо на ночном небе. Разность в яркости объектов настолько высока, что M57 часто оказывается пересвеченным на фотографиях. Галактика была открытаа 2 октября 1893 года Эдвардом Эмерсоном Барнардом.

## Сверхновые
В августе 2013 года сверхновая SN2013ev была обнаружена в южном спиральном рукаве IC 1296.